# Erannis nigricaria
Erannis nigricaria är en fjärilsart som beskrevs av Jacob Hübner 1796-1799. Erannis nigricaria ingår i släktet Erannis och familjen mätare. Inga underarter finns listade i Catalogue of Life.